# Бурбон (округ, Канзас)
Шаблон:StateAbbr_ 37°51′ пн. ш. 94°51′ зх. д. / 37.85° пн. ш. 94.85° зх. д.
Округ Бурбон (англ. Bourbon County) — округ (графство) у штаті Канзас, США. Ідентифікатор округу 20011.

## Історія
Округ утворений 1855 року.

## Демографія
За даними перепису
2000 року
загальне населення округу становило 15379 осіб, зокрема міського населення було 7813, а сільського — 7566.
Серед мешканців округу чоловіків було 7412, а жінок — 7967. В окрузі було 6161 домогосподарство, 4126 родин, які мешкали в 7135 будинках.
Середній розмір родини становив 3,01.
Віковий розподіл населення поданий у таблиці:
| Стать    | До 15 років | 15-21 | 22-29 | 30-39 | 40-49 | 50-65 | 65-85 | Понад 85 |
| -------- | ----------- | ----- | ----- | ----- | ----- | ----- | ----- | -------- |
| Чоловіки | 1650        | 940   | 655   | 917   | 999   | 1167  | 972   | 112      |
| Жінки    | 1528        | 818   | 676   | 905   | 1092  | 1228  | 1370  | 350      |

## Суміжні округи
- Лінн — північ
- Вернон, Міссурі — схід
- Кроуфорд — південь
- Ніошо — південний захід
- Аллен — захід
- Андерсон — північний захід

## Виноски
1. ↑  U.S. Decennial Census. United States Census Bureau. Архів оригіналу за 26 квітня 2015. Процитовано 21 липня 2014.
2. ↑  Historical Census Browser. University of Virginia Library. Архів оригіналу за 11 серпня 2012. Процитовано 21 липня 2014.
3. ↑  Population of Counties by Decennial Census: 1900 to 1990. United States Census Bureau. Архів оригіналу за 5 червня 2019. Процитовано 21 липня 2014.
4. ↑  Census 2000 PHC-T-4. Ranking Tables for Counties: 1990 and 2000 (PDF). United States Census Bureau. Архів оригіналу (PDF) за 18 грудня 2014. Процитовано 21 липня 2014.
5. ↑  State & County QuickFacts. United States Census Bureau. Архів оригіналу за 7 липня 2011. Процитовано 21 липня 2014. [Архівовано 2011-08-06 у Wayback Machine.](англ.) Наведено за англійською вікіпедією.
6. ↑  American FactFinder. Бюро перепису населення США. Архів оригіналу за 26 лютого 2012. Процитовано 31 січня 2008. [Архівовано 2008-05-21 у Wayback Machine.]

| США | Це незавершена стаття з географії США. Ви можете допомогти проєкту, виправивши або дописавши її. |